# William Lawrence Scott

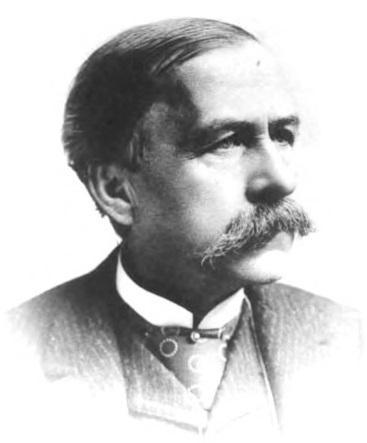
William Lawrence Scott

William Lawrence Scott (* 2. Juli 1828 in Washington, D.C.; † 19. September 1891 in Newport, Rhode Island) war ein US-amerikanischer Politiker.
Scott zog 1846 nach Erie, Pennsylvania und wurde dort in verschiedenen Berufen tätig. 1866 sowie ein zweites Mal 1871 bekleidete er das Amt des Bürgermeisters von Erie. 1884 wurde Scott als Demokrat in den Kongress gewählt. Zuvor hatte er 1866 und 1876 erfolglos für einen Sitz im US-Repräsentantenhaus kandidiert. Er gehörte dem US-Repräsentantenhaus vom 4. März 1885 bis zum 3. März 1889 an. In dieser Zeit brachte er den Scott Act ein.
1888 und 1890 wurde er jeweils von seiner Partei als Kandidat für die Kongresswahl nominiert, lehnte dies jedoch beide Male aus gesundheitlichen Gründen ab. Innerhalb seiner Partei war er von 1876 bis 1888 Mitglied des Democratic National Committee und gehörte der Democratic National Convention 1876, 1880 sowie 1888 als Delegierter an. Scott starb 1891 in Newport, Rhode Island und wurde auf dem Erie Cemetery in Erie beigesetzt. Er war Präsident der Erie & Pittsburgh Railroad.
William Lawrence Scott war der Enkel von Gustavus Scott.